# Flat Island
Flat Island (kinesiska: 銀洲, 银洲) är en ö i Hongkong (Kina). Den är belägen i nordöstra Hongkong.